# Tour de Romandía 2018
La 72.ª edición del Tour de Romandía (oficialmente: Tour de Romandie) se celebró en Suiza entre el 24 y el 29 de abril de 2018 con inicio en la ciudad de Friburgo y final en la ciudad de Ginebra en la región de Romandía. El recorrido consistió de un prólogo y 5 etapas sobre una distancia total de 685,42 km.
La carrera hizo parte del UCI WorldTour 2018 calendario ciclístico de máximo nivel mundial, siendo la decimonovena carrera de dicho circuito y fue ganada por el ciclista esloveno Primož Roglič del equipo LottoNL-Jumbo. El podio lo completaron el ciclista colombiano Egan Bernal del equipo Sky y el ciclista australiano Richie Porte del equipo BMC Racing.

## Equipos participantes
Tomaron la partida un total de 19 equipos de los cuales asistieron por derecho propio los 18 equipos UCI WorldTeam y 1 equipo de categoría Profesional Continental por invitación directa de los organizadores de la prueba. El equipo invitado fue el Wanty-Groupe Gobert.
| WorldTeams (18)- AG2R La Mondiale - Astana - Bahrain-Merida - BMC Racing Team - Bora-Hansgrohe - Dimension Data - EF Education First-Drapac p/b Cannondale - Groupama-FDJ - Katusha-Alpecin - Lotto NL-Jumbo - Lotto Soudal - Mitchelton-Scott - Movistar Team - Quick-Step Floors - Sky - Team Sunweb - Trek-Segafredo - UAE Team Emirates Equipo continental profesional- Wanty-Groupe Gobert |
| |

## Recorrido
El Tour de Romandía dispuso de cinco etapas para un recorrido total de 685,42 kilómetros, dividido en un prólogo, dos etapas de media montaña, una etapa de alta montaña, y una etapa de transición con un recorrido llano y de media montaña y por último como novedad una crono escalada.
| Etapa     | Fecha     | Recorrido                    | type                   | Distancia (km) | Ganador          | Líder            |
| --------- | --------- | ---------------------------- | ---------------------- | -------------- | ---------------- | ---------------- |
| Prólogo   | 24 de abr | Friburgo – Friburgo          | prólogo                | 4,02           | Michael Matthews | Michael Matthews |
| 1.ª etapa | 25 de abr | Friburgo – Delémont          | etapa de media montaña | 166,6          | Omar Fraile      | Primož Roglič    |
| 2.ª etapa | 26 de abr | Delémont – Yverdon-les-Bains | etapa de media montaña | 173,9          | Thomas de Gendt  | Primož Roglič    |
| 3.ª etapa | 27 de abr | Ollon – Villars-sur-Ollon    | cronoescalada          | 9,9            | Egan Bernal      | Primož Roglič    |
| 4.ª etapa | 28 de abr | Sion – Sion                  | etapa de montaña       | 149,2          | Jakob Fuglsang   | Primož Roglič    |
| 5.ª etapa | 29 de abr | Mont-sur-Rolle – Ginebra     | etapa de media montaña | 181,8          | Pascal Ackermann | Primož Roglič    |

## Desarrollo de la carrera

### Prólogo
| Friburgo - Friburgo | prólogo | (4,02 km) |

| \| Clasificación de la etapa \| Clasificación de la etapa \| Clasificación de la etapa \| Clasificación de la etapa \| Clasificación de la etapa \| \| Ciclista \| Ciclista \| Equipo \| Tiempo \| \| \| ------------------------- \| ------------------------- \| ------------------------- \| ------------------------- \| ------------------------- \| \| 1.º \| Michael Matthews \| Team Sunweb \| 5 min 33 s \| \| \| 2.º \| Tom Bohli \| BMC Racing Team \| + 1 s \| \| \| 3.º \| Primož Roglič \| LottoNL-Jumbo \| + 1 s \| \| \| 4.º \| Rohan Dennis \| BMC Racing Team \| + 1 s \| \| \| 5.º \| Victor Campenaerts \| Lotto-Soudal \| + 5 s \| \| \| 6.º \| Geraint Thomas \| Team Sky \| + 5 s \| \| \| 7.º \| William Clarke \| EF Education First-Drapac \| + 6 s \| \| \| 8.º \| Diego Rosa \| Team Sky \| + 6 s \| \| \| 9.º \| Pierre Latour \| AG2R La Mondiale \| + 6 s \| \| \| 10.º \| Gorka Izagirre \| Bahrain-Merida \| + 9 s \| \| |                    |                           |            |
| |                    |                           |            |
| Fuente: ProCyclingStats |                    |                           |            |
| Clasificación de la etapa |                    |                           |            |
| Ciclista | Ciclista           | Equipo                    | Tiempo     |
| 1.º | Michael Matthews   | Team Sunweb               | 5 min 33 s |
| 2.º | Tom Bohli          | BMC Racing Team           | + 1 s      |
| 3.º | Primož Roglič      | LottoNL-Jumbo             | + 1 s      |
| 4.º | Rohan Dennis       | BMC Racing Team           | + 1 s      |
| 5.º | Victor Campenaerts | Lotto-Soudal              | + 5 s      |
| 6.º | Geraint Thomas     | Team Sky                  | + 5 s      |
| 7.º | William Clarke     | EF Education First-Drapac | + 6 s      |
| 8.º | Diego Rosa         | Team Sky                  | + 6 s      |
| 9.º | Pierre Latour      | AG2R La Mondiale          | + 6 s      |
| 10.º | Gorka Izagirre     | Bahrain-Merida            | + 9 s      |

| \| Clasificación general \| Clasificación general \| Clasificación general \| Clasificación general \| Clasificación general \| \| Ciclista \| Ciclista \| Equipo \| Tiempo \| \| \| --------------------- \| --------------------- \| ------------------------- \| --------------------- \| --------------------- \| \| 1.º \| Michael Matthews \| Team Sunweb \| 5 min 33 s \| \| \| 2.º \| Tom Bohli \| BMC Racing Team \| + 1 s \| \| \| 3.º \| Primož Roglič \| LottoNL-Jumbo \| + 1 s \| \| \| 4.º \| Rohan Dennis \| BMC Racing Team \| + 1 s \| \| \| 5.º \| Victor Campenaerts \| Lotto-Soudal \| + 5 s \| \| \| 6.º \| Geraint Thomas \| Team Sky \| + 5 s \| \| \| 7.º \| William Clarke \| EF Education First-Drapac \| + 6 s \| \| \| 8.º \| Diego Rosa \| Team Sky \| + 6 s \| \| \| 9.º \| Pierre Latour \| AG2R La Mondiale \| + 6 s \| \| \| 10.º \| Gorka Izagirre \| Bahrain-Merida \| + 9 s \| \| |                    |                           |            |
| |                    |                           |            |
| Fuente: ProCyclingStats |                    |                           |            |
| Clasificación general |                    |                           |            |
| Ciclista | Ciclista           | Equipo                    | Tiempo     |
| 1.º | Michael Matthews   | Team Sunweb               | 5 min 33 s |
| 2.º | Tom Bohli          | BMC Racing Team           | + 1 s      |
| 3.º | Primož Roglič      | LottoNL-Jumbo             | + 1 s      |
| 4.º | Rohan Dennis       | BMC Racing Team           | + 1 s      |
| 5.º | Victor Campenaerts | Lotto-Soudal              | + 5 s      |
| 6.º | Geraint Thomas     | Team Sky                  | + 5 s      |
| 7.º | William Clarke     | EF Education First-Drapac | + 6 s      |
| 8.º | Diego Rosa         | Team Sky                  | + 6 s      |
| 9.º | Pierre Latour      | AG2R La Mondiale          | + 6 s      |
| 10.º | Gorka Izagirre     | Bahrain-Merida            | + 9 s      |

### 1.ª etapa
| Friburgo - Delémont | etapa de media montaña | (166,6 km) |

| \| Clasificación de la etapa \| Clasificación de la etapa \| Clasificación de la etapa \| Clasificación de la etapa \| Clasificación de la etapa \| \| Ciclista \| Ciclista \| Equipo \| Tiempo \| \| \| ------------------------- \| ------------------------- \| ------------------------- \| ------------------------- \| ------------------------- \| \| 1.º \| Omar Fraile \| Astana \| 4 h 03 min 42 s \| \| \| 2.º \| Sonny Colbrelli \| Bahrain-Merida \| + 0 s \| \| \| 3.º \| Rui Alberto Costa \| UAE Team Emirates \| + 0 s \| \| \| 4.º \| Rudy Molard \| Groupama-FDJ \| + 0 s \| \| \| 5.º \| Gorka Izagirre \| Bahrain-Merida \| + 0 s \| \| \| 6.º \| Egan Bernal \| Team Sky \| + 0 s \| \| \| 7.º \| Pierre Latour \| AG2R La Mondiale \| + 0 s \| \| \| 8.º \| Xandro Meurisse \| Wanty-Groupe Gobert \| + 0 s \| \| \| 9.º \| Merhawi Kudus \| Dimension Data \| + 0 s \| \| \| 10.º \| Eros Capecchi \| Quick-Step Floors \| + 0 s \| \| |                   |                     |                 |
| |                   |                     |                 |
| Fuente: ProCyclingStats |                   |                     |                 |
| Clasificación de la etapa |                   |                     |                 |
| Ciclista | Ciclista          | Equipo              | Tiempo          |
| 1.º | Omar Fraile       | Astana              | 4 h 03 min 42 s |
| 2.º | Sonny Colbrelli   | Bahrain-Merida      | + 0 s           |
| 3.º | Rui Alberto Costa | UAE Team Emirates   | + 0 s           |
| 4.º | Rudy Molard       | Groupama-FDJ        | + 0 s           |
| 5.º | Gorka Izagirre    | Bahrain-Merida      | + 0 s           |
| 6.º | Egan Bernal       | Team Sky            | + 0 s           |
| 7.º | Pierre Latour     | AG2R La Mondiale    | + 0 s           |
| 8.º | Xandro Meurisse   | Wanty-Groupe Gobert | + 0 s           |
| 9.º | Merhawi Kudus     | Dimension Data      | + 0 s           |
| 10.º | Eros Capecchi     | Quick-Step Floors   | + 0 s           |

| \| Clasificación general \| Clasificación general \| Clasificación general \| Clasificación general \| Clasificación general \| \| Ciclista \| Ciclista \| Equipo \| Tiempo \| \| \| --------------------- \| --------------------- \| ------------------------- \| --------------------- \| --------------------- \| \| 1.º \| Primož Roglič \| LottoNL-Jumbo \| 4 h 09 min 16 s \| \| \| 2.º \| Rohan Dennis \| BMC Racing Team \| + 0 s \| \| \| 3.º \| Geraint Thomas \| Team Sky \| + 4 s \| \| \| 4.º \| Diego Rosa \| Team Sky \| + 5 s \| \| \| 5.º \| Pierre Latour \| AG2R La Mondiale \| + 5 s \| \| \| 6.º \| Gorka Izagirre \| Bahrain-Merida \| + 8 s \| \| \| 7.º \| Egan Bernal \| Team Sky \| + 10 s \| \| \| 8.º \| Jonathan Castroviejo \| Team Sky \| + 10 s \| \| \| 9.º \| Pierre Rolland \| EF Education First-Drapac \| + 10 s \| \| \| 10.º \| Richie Porte \| BMC Racing Team \| + 13 s \| \| |                      |                           |                 |
| |                      |                           |                 |
| Fuente: ProCyclingStats |                      |                           |                 |
| Clasificación general |                      |                           |                 |
| Ciclista | Ciclista             | Equipo                    | Tiempo          |
| 1.º | Primož Roglič        | LottoNL-Jumbo             | 4 h 09 min 16 s |
| 2.º | Rohan Dennis         | BMC Racing Team           | + 0 s           |
| 3.º | Geraint Thomas       | Team Sky                  | + 4 s           |
| 4.º | Diego Rosa           | Team Sky                  | + 5 s           |
| 5.º | Pierre Latour        | AG2R La Mondiale          | + 5 s           |
| 6.º | Gorka Izagirre       | Bahrain-Merida            | + 8 s           |
| 7.º | Egan Bernal          | Team Sky                  | + 10 s          |
| 8.º | Jonathan Castroviejo | Team Sky                  | + 10 s          |
| 9.º | Pierre Rolland       | EF Education First-Drapac | + 10 s          |
| 10.º | Richie Porte         | BMC Racing Team           | + 13 s          |

### 2.ª etapa
| Delémont - Yverdon-les-Bains | etapa de media montaña | (173,9 km) |

| \| Clasificación de la etapa \| Clasificación de la etapa \| Clasificación de la etapa \| Clasificación de la etapa \| Clasificación de la etapa \| \| Ciclista \| Ciclista \| Equipo \| Tiempo \| \| \| ------------------------- \| ------------------------- \| ------------------------- \| ------------------------- \| ------------------------- \| \| 1.º \| Thomas de Gendt \| Lotto-Soudal \| 4 h 03 min 05 s \| \| \| 2.º \| Sonny Colbrelli \| Bahrain-Merida \| + 2 min 04 s \| \| \| 3.º \| Samuel Dumoulin \| AG2R La Mondiale \| + 2 min 04 s \| \| \| 4.º \| Michael Matthews \| Team Sunweb \| + 2 min 04 s \| \| \| 5.º \| Michael Mørkøv \| Quick-Step Floors \| + 2 min 04 s \| \| \| 6.º \| Xandro Meurisse \| Wanty-Groupe Gobert \| + 2 min 04 s \| \| \| 7.º \| Diego Rosa \| Team Sky \| + 2 min 04 s \| \| \| 8.º \| Egan Bernal \| Team Sky \| + 2 min 04 s \| \| \| 9.º \| Pierre Latour \| AG2R La Mondiale \| + 2 min 04 s \| \| \| 10.º \| Antoine Duchesne \| Groupama-FDJ \| + 2 min 04 s \| \| |                  |                     |                 |
| |                  |                     |                 |
| Fuente: ProCyclingStats |                  |                     |                 |
| Clasificación de la etapa |                  |                     |                 |
| Ciclista | Ciclista         | Equipo              | Tiempo          |
| 1.º | Thomas de Gendt  | Lotto-Soudal        | 4 h 03 min 05 s |
| 2.º | Sonny Colbrelli  | Bahrain-Merida      | + 2 min 04 s    |
| 3.º | Samuel Dumoulin  | AG2R La Mondiale    | + 2 min 04 s    |
| 4.º | Michael Matthews | Team Sunweb         | + 2 min 04 s    |
| 5.º | Michael Mørkøv   | Quick-Step Floors   | + 2 min 04 s    |
| 6.º | Xandro Meurisse  | Wanty-Groupe Gobert | + 2 min 04 s    |
| 7.º | Diego Rosa       | Team Sky            | + 2 min 04 s    |
| 8.º | Egan Bernal      | Team Sky            | + 2 min 04 s    |
| 9.º | Pierre Latour    | AG2R La Mondiale    | + 2 min 04 s    |
| 10.º | Antoine Duchesne | Groupama-FDJ        | + 2 min 04 s    |

| \| Clasificación general \| Clasificación general \| Clasificación general \| Clasificación general \| Clasificación general \| \| Ciclista \| Ciclista \| Equipo \| Tiempo \| \| \| --------------------- \| --------------------- \| ------------------------- \| --------------------- \| --------------------- \| \| 1.º \| Primož Roglič \| LottoNL-Jumbo \| 8 h 14 min 25 s \| \| \| 2.º \| Rohan Dennis \| BMC Racing Team \| + 0 s \| \| \| 3.º \| Geraint Thomas \| Team Sky \| + 4 s \| \| \| 4.º \| Diego Rosa \| Team Sky \| + 5 s \| \| \| 5.º \| Pierre Latour \| AG2R La Mondiale \| + 5 s \| \| \| 6.º \| Gorka Izagirre \| Bahrain-Merida \| + 8 s \| \| \| 7.º \| Egan Bernal \| Team Sky \| + 10 s \| \| \| 8.º \| Jonathan Castroviejo \| Team Sky \| + 10 s \| \| \| 9.º \| Pierre Rolland \| EF Education First-Drapac \| + 10 s \| \| \| 10.º \| Richie Porte \| BMC Racing Team \| + 13 s \| \| |                      |                           |                 |
| |                      |                           |                 |
| Fuente: ProCyclingStats |                      |                           |                 |
| Clasificación general |                      |                           |                 |
| Ciclista | Ciclista             | Equipo                    | Tiempo          |
| 1.º | Primož Roglič        | LottoNL-Jumbo             | 8 h 14 min 25 s |
| 2.º | Rohan Dennis         | BMC Racing Team           | + 0 s           |
| 3.º | Geraint Thomas       | Team Sky                  | + 4 s           |
| 4.º | Diego Rosa           | Team Sky                  | + 5 s           |
| 5.º | Pierre Latour        | AG2R La Mondiale          | + 5 s           |
| 6.º | Gorka Izagirre       | Bahrain-Merida            | + 8 s           |
| 7.º | Egan Bernal          | Team Sky                  | + 10 s          |
| 8.º | Jonathan Castroviejo | Team Sky                  | + 10 s          |
| 9.º | Pierre Rolland       | EF Education First-Drapac | + 10 s          |
| 10.º | Richie Porte         | BMC Racing Team           | + 13 s          |

### 3.ª etapa
| Ollon - Villars-sur-Ollon | cronoescalada | (9,9 km) |

| \| Clasificación de la etapa \| Clasificación de la etapa \| Clasificación de la etapa \| Clasificación de la etapa \| Clasificación de la etapa \| \| Ciclista \| Ciclista \| Equipo \| Tiempo \| \| \| ------------------------- \| ------------------------- \| ------------------------- \| ------------------------- \| ------------------------- \| \| 1.º \| Egan Bernal \| Team Sky \| 25 min 10 s \| \| \| 2.º \| Primož Roglič \| LottoNL-Jumbo \| + 4 s \| \| \| 3.º \| Richie Porte \| BMC Racing Team \| + 18 s \| \| \| 4.º \| Steven Kruijswijk \| LottoNL-Jumbo \| + 48 s \| \| \| 5.º \| Rui Alberto Costa \| UAE Team Emirates \| + 1 min 06 s \| \| \| 6.º \| Pierre Latour \| AG2R La Mondiale \| + 1 min 21 s \| \| \| 7.º \| Rohan Dennis \| BMC Racing Team \| + 1 min 26 s \| \| \| 8.º \| Daniel Martin \| UAE Team Emirates \| + 1 min 28 s \| \| \| 9.º \| Emanuel Buchmann \| Bora-Hansgrohe \| + 1 min 30 s \| \| \| 10.º \| Simon Špilak \| Katusha-Alpecin \| + 1 min 43 s \| \| |                   |                   |              |
| |                   |                   |              |
| Fuente: ProCyclingStats |                   |                   |              |
| Clasificación de la etapa |                   |                   |              |
| Ciclista | Ciclista          | Equipo            | Tiempo       |
| 1.º | Egan Bernal       | Team Sky          | 25 min 10 s  |
| 2.º | Primož Roglič     | LottoNL-Jumbo     | + 4 s        |
| 3.º | Richie Porte      | BMC Racing Team   | + 18 s       |
| 4.º | Steven Kruijswijk | LottoNL-Jumbo     | + 48 s       |
| 5.º | Rui Alberto Costa | UAE Team Emirates | + 1 min 06 s |
| 6.º | Pierre Latour     | AG2R La Mondiale  | + 1 min 21 s |
| 7.º | Rohan Dennis      | BMC Racing Team   | + 1 min 26 s |
| 8.º | Daniel Martin     | UAE Team Emirates | + 1 min 28 s |
| 9.º | Emanuel Buchmann  | Bora-Hansgrohe    | + 1 min 30 s |
| 10.º | Simon Špilak      | Katusha-Alpecin   | + 1 min 43 s |

| \| Clasificación general \| Clasificación general \| Clasificación general \| Clasificación general \| Clasificación general \| \| Ciclista \| Ciclista \| Equipo \| Tiempo \| \| \| --------------------- \| --------------------- \| --------------------- \| --------------------- \| --------------------- \| \| 1.º \| Primož Roglič \| LottoNL-Jumbo \| 8 h 39 min 39 s \| \| \| 2.º \| Egan Bernal \| Team Sky \| + 6 s \| \| \| 3.º \| Richie Porte \| BMC Racing Team \| + 27 s \| \| \| 4.º \| Steven Kruijswijk \| LottoNL-Jumbo \| + 1 min 02 s \| \| \| 5.º \| Rui Alberto Costa \| UAE Team Emirates \| + 1 min 17 s \| \| \| 6.º \| Rohan Dennis \| BMC Racing Team \| + 1 min 22 s \| \| \| 7.º \| Pierre Latour \| AG2R La Mondiale \| + 1 min 22 s \| \| \| 8.º \| Daniel Martin \| UAE Team Emirates \| + 1 min 42 s \| \| \| 9.º \| Emanuel Buchmann \| Bora-Hansgrohe \| + 1 min 42 s \| \| \| 10.º \| Ion Izagirre \| Bahrain-Merida \| + 1 min 55 s \| \| |                   |                   |                 |
| |                   |                   |                 |
| Fuente: ProCyclingStats |                   |                   |                 |
| Clasificación general |                   |                   |                 |
| Ciclista | Ciclista          | Equipo            | Tiempo          |
| 1.º | Primož Roglič     | LottoNL-Jumbo     | 8 h 39 min 39 s |
| 2.º | Egan Bernal       | Team Sky          | + 6 s           |
| 3.º | Richie Porte      | BMC Racing Team   | + 27 s          |
| 4.º | Steven Kruijswijk | LottoNL-Jumbo     | + 1 min 02 s    |
| 5.º | Rui Alberto Costa | UAE Team Emirates | + 1 min 17 s    |
| 6.º | Rohan Dennis      | BMC Racing Team   | + 1 min 22 s    |
| 7.º | Pierre Latour     | AG2R La Mondiale  | + 1 min 22 s    |
| 8.º | Daniel Martin     | UAE Team Emirates | + 1 min 42 s    |
| 9.º | Emanuel Buchmann  | Bora-Hansgrohe    | + 1 min 42 s    |
| 10.º | Ion Izagirre      | Bahrain-Merida    | + 1 min 55 s    |

### 4.ª etapa
| Sion - Sion | etapa de montaña | (149,2 km) |

| \| Clasificación de la etapa \| Clasificación de la etapa \| Clasificación de la etapa \| Clasificación de la etapa \| Clasificación de la etapa \| \| Ciclista \| Ciclista \| Equipo \| Tiempo \| \| \| ------------------------- \| ------------------------- \| ------------------------- \| ------------------------- \| ------------------------- \| \| 1.º \| Jakob Fuglsang \| Astana \| 4 h 18 min 48 s \| \| \| 2.º \| Primož Roglič \| LottoNL-Jumbo \| + 48 s \| \| \| 3.º \| Egan Bernal \| Team Sky \| + 48 s \| \| \| 4.º \| Rui Alberto Costa \| UAE Team Emirates \| + 48 s \| \| \| 5.º \| Richie Porte \| BMC Racing Team \| + 50 s \| \| \| 6.º \| Rohan Dennis \| BMC Racing Team \| + 2 min 09 s \| \| \| 7.º \| Pierre Latour \| AG2R La Mondiale \| + 2 min 09 s \| \| \| 8.º \| Jaime Rosón \| Movistar Team \| + 2 min 09 s \| \| \| 9.º \| Emanuel Buchmann \| Bora-Hansgrohe \| + 2 min 09 s \| \| \| 10.º \| Merhawi Kudus \| Dimension Data \| + 2 min 09 s \| \| |                   |                   |                 |
| |                   |                   |                 |
| Fuente: ProCyclingStats |                   |                   |                 |
| Clasificación de la etapa |                   |                   |                 |
| Ciclista | Ciclista          | Equipo            | Tiempo          |
| 1.º | Jakob Fuglsang    | Astana            | 4 h 18 min 48 s |
| 2.º | Primož Roglič     | LottoNL-Jumbo     | + 48 s          |
| 3.º | Egan Bernal       | Team Sky          | + 48 s          |
| 4.º | Rui Alberto Costa | UAE Team Emirates | + 48 s          |
| 5.º | Richie Porte      | BMC Racing Team   | + 50 s          |
| 6.º | Rohan Dennis      | BMC Racing Team   | + 2 min 09 s    |
| 7.º | Pierre Latour     | AG2R La Mondiale  | + 2 min 09 s    |
| 8.º | Jaime Rosón       | Movistar Team     | + 2 min 09 s    |
| 9.º | Emanuel Buchmann  | Bora-Hansgrohe    | + 2 min 09 s    |
| 10.º | Merhawi Kudus     | Dimension Data    | + 2 min 09 s    |

| \| Clasificación general \| Clasificación general \| Clasificación general \| Clasificación general \| Clasificación general \| \| Ciclista \| Ciclista \| Equipo \| Tiempo \| \| \| --------------------- \| --------------------- \| --------------------- \| --------------------- \| --------------------- \| \| 1.º \| Primož Roglič \| LottoNL-Jumbo \| 12 h 59 min 09 s \| \| \| 2.º \| Egan Bernal \| Team Sky \| + 8 s \| \| \| 3.º \| Richie Porte \| BMC Racing Team \| + 35 s \| \| \| 4.º \| Jakob Fuglsang \| Astana \| + 1 min 16 s \| \| \| 5.º \| Rui Alberto Costa \| UAE Team Emirates \| + 1 min 23 s \| \| \| 6.º \| Steven Kruijswijk \| LottoNL-Jumbo \| + 2 min 32 s \| \| \| 7.º \| Rohan Dennis \| BMC Racing Team \| + 2 min 49 s \| \| \| 8.º \| Pierre Latour \| AG2R La Mondiale \| + 2 min 49 s \| \| \| 9.º \| Emanuel Buchmann \| Bora-Hansgrohe \| + 3 min 09 s \| \| \| 10.º \| Daniel Martin \| UAE Team Emirates \| + 3 min 12 s \| \| |                   |                   |                  |
| |                   |                   |                  |
| Fuente: ProCyclingStats |                   |                   |                  |
| Clasificación general |                   |                   |                  |
| Ciclista | Ciclista          | Equipo            | Tiempo           |
| 1.º | Primož Roglič     | LottoNL-Jumbo     | 12 h 59 min 09 s |
| 2.º | Egan Bernal       | Team Sky          | + 8 s            |
| 3.º | Richie Porte      | BMC Racing Team   | + 35 s           |
| 4.º | Jakob Fuglsang    | Astana            | + 1 min 16 s     |
| 5.º | Rui Alberto Costa | UAE Team Emirates | + 1 min 23 s     |
| 6.º | Steven Kruijswijk | LottoNL-Jumbo     | + 2 min 32 s     |
| 7.º | Rohan Dennis      | BMC Racing Team   | + 2 min 49 s     |
| 8.º | Pierre Latour     | AG2R La Mondiale  | + 2 min 49 s     |
| 9.º | Emanuel Buchmann  | Bora-Hansgrohe    | + 3 min 09 s     |
| 10.º | Daniel Martin     | UAE Team Emirates | + 3 min 12 s     |

### 5.ª etapa
| Mont-sur-Rolle - Ginebra | etapa de media montaña | (181,8 km) |

| \| Clasificación de la etapa \| Clasificación de la etapa \| Clasificación de la etapa \| Clasificación de la etapa \| Clasificación de la etapa \| \| Ciclista \| Ciclista \| Equipo \| Tiempo \| \| \| ------------------------- \| ------------------------- \| ------------------------- \| ------------------------- \| ------------------------- \| \| 1.º \| Pascal Ackermann \| Bora-Hansgrohe \| 4 h 09 min 51 s \| \| \| 2.º \| Michael Mørkøv \| Quick-Step Floors \| + 0 s \| \| \| 3.º \| Roberto Ferrari \| UAE Team Emirates \| + 0 s \| \| \| 4.º \| Timothy Dupont \| Wanty-Groupe Gobert \| + 0 s \| \| \| 5.º \| Rüdiger Selig \| Bora-Hansgrohe \| + 0 s \| \| \| 6.º \| Sonny Colbrelli \| Bahrain-Merida \| + 0 s \| \| \| 7.º \| Benjamin Thomas \| Groupama-FDJ \| + 0 s \| \| \| 8.º \| Jens Keukeleire \| Lotto-Soudal \| + 0 s \| \| \| 9.º \| Michael Albasini \| Mitchelton-Scott \| + 0 s \| \| \| 10.º \| Samuel Dumoulin \| AG2R La Mondiale \| + 0 s \| \| |                  |                     |                 |
| |                  |                     |                 |
| Fuente: ProCyclingStats |                  |                     |                 |
| Clasificación de la etapa |                  |                     |                 |
| Ciclista | Ciclista         | Equipo              | Tiempo          |
| 1.º | Pascal Ackermann | Bora-Hansgrohe      | 4 h 09 min 51 s |
| 2.º | Michael Mørkøv   | Quick-Step Floors   | + 0 s           |
| 3.º | Roberto Ferrari  | UAE Team Emirates   | + 0 s           |
| 4.º | Timothy Dupont   | Wanty-Groupe Gobert | + 0 s           |
| 5.º | Rüdiger Selig    | Bora-Hansgrohe      | + 0 s           |
| 6.º | Sonny Colbrelli  | Bahrain-Merida      | + 0 s           |
| 7.º | Benjamin Thomas  | Groupama-FDJ        | + 0 s           |
| 8.º | Jens Keukeleire  | Lotto-Soudal        | + 0 s           |
| 9.º | Michael Albasini | Mitchelton-Scott    | + 0 s           |
| 10.º | Samuel Dumoulin  | AG2R La Mondiale    | + 0 s           |

## Clasificaciones finales
Las clasificaciones finalizaron de la siguiente forma:

### Clasificación general
| \| Clasificación general \| Clasificación general \| Clasificación general \| Clasificación general \| Clasificación general \| \| Ciclista \| Ciclista \| Equipo \| Tiempo \| \| \| --------------------- \| --------------------- \| --------------------- \| --------------------- \| --------------------- \| \| 1.º \| Primož Roglič \| LottoNL-Jumbo \| 17 h 09 min 00 s \| \| \| 2.º \| Egan Bernal \| Team Sky \| + 8 s \| \| \| 3.º \| Richie Porte \| BMC Racing Team \| + 35 s \| \| \| 4.º \| Jakob Fuglsang \| Astana \| + 1 min 16 s \| \| \| 5.º \| Rui Alberto Costa \| UAE Team Emirates \| + 1 min 23 s \| \| \| 6.º \| Steven Kruijswijk \| LottoNL-Jumbo \| + 2 min 32 s \| \| \| 7.º \| Rohan Dennis \| BMC Racing Team \| + 2 min 49 s \| \| \| 8.º \| Pierre Latour \| AG2R La Mondiale \| + 2 min 49 s \| \| \| 9.º \| Emanuel Buchmann \| Bora-Hansgrohe \| + 3 min 09 s \| \| \| 10.º \| Daniel Martin \| UAE Team Emirates \| + 3 min 12 s \| \| |                   |                   |                  |
| |                   |                   |                  |
| Fuente: ProCyclingStats |                   |                   |                  |
| Clasificación general |                   |                   |                  |
| Ciclista | Ciclista          | Equipo            | Tiempo           |
| 1.º | Primož Roglič     | LottoNL-Jumbo     | 17 h 09 min 00 s |
| 2.º | Egan Bernal       | Team Sky          | + 8 s            |
| 3.º | Richie Porte      | BMC Racing Team   | + 35 s           |
| 4.º | Jakob Fuglsang    | Astana            | + 1 min 16 s     |
| 5.º | Rui Alberto Costa | UAE Team Emirates | + 1 min 23 s     |
| 6.º | Steven Kruijswijk | LottoNL-Jumbo     | + 2 min 32 s     |
| 7.º | Rohan Dennis      | BMC Racing Team   | + 2 min 49 s     |
| 8.º | Pierre Latour     | AG2R La Mondiale  | + 2 min 49 s     |
| 9.º | Emanuel Buchmann  | Bora-Hansgrohe    | + 3 min 09 s     |
| 10.º | Daniel Martin     | UAE Team Emirates | + 3 min 12 s     |

### Clasificación por puntos
| Clasificación por puntos | Clasificación por puntos | Clasificación por puntos | Clasificación por puntos | Clasificación por puntos |
| Ciclista                 | Ciclista                 | Equipo                   | Puntos                   |                          |
| ------------------------ | ------------------------ | ------------------------ | ------------------------ | ------------------------ |
| 1.º                      | Thomas de Gendt          | Lotto-Soudal             | 112 pts                  |                          |
| 2.º                      | Primož Roglič            | LottoNL-Jumbo            | 81 pts                   |                          |
| 3.º                      | Egan Bernal              | Team Sky                 | 80 pts                   |                          |
| 4.º                      | Sonny Colbrelli          | Bahrain-Merida           | 74 pts                   |                          |
| 5.º                      | Pierre Latour            | AG2R La Mondiale         | 56 pts                   |                          |
| 6.º                      | Rui Alberto Costa        | UAE Team Emirates        | 55 pts                   |                          |
| 7.º                      | Jakob Fuglsang           | Astana                   | 54 pts                   |                          |
| 8.º                      | Rohan Dennis             | BMC Racing Team          | 51 pts                   |                          |
| 9.º                      | Pascal Ackermann         | Bora-Hansgrohe           | 50 pts                   |                          |
| 10.º                     | Michael Mørkøv           | Quick-Step Floors        | 46 pts                   |                          |

### Clasificación de la montaña
| Clasificación de la montaña | Clasificación de la montaña | Clasificación de la montaña | Clasificación de la montaña | Clasificación de la montaña |
| Ciclista                    | Ciclista                    | Equipo                      | Puntos                      |                             |
| --------------------------- | --------------------------- | --------------------------- | --------------------------- | --------------------------- |
| 1.º                         | Thomas de Gendt             | Lotto-Soudal                | 43 pts                      |                             |
| 2.º                         | Egan Bernal                 | Team Sky                    | 36 pts                      |                             |
| 3.º                         | Hugh Carthy                 | EF Education First-Drapac   | 33 pts                      |                             |
| 4.º                         | Primož Roglič               | LottoNL-Jumbo               | 27 pts                      |                             |
| 5.º                         | Mikel Nieve                 | Mitchelton-Scott            | 21 pts                      |                             |
| 6.º                         | Antoine Duchesne            | Groupama-FDJ                | 17 pts                      |                             |
| 7.º                         | Alexis Gougeard             | AG2R La Mondiale            | 17 pts                      |                             |
| 8.º                         | Pavel Sivakov               | Team Sky                    | 15 pts                      |                             |
| 9.º                         | Richie Porte                | BMC Racing Team             | 14 pts                      |                             |
| 10.º                        | Rui Alberto Costa           | UAE Team Emirates           | 14 pts                      |                             |

### Clasificación del mejor joven
| Clasificación del mejor joven | Clasificación del mejor joven | Clasificación del mejor joven | Clasificación del mejor joven | Clasificación del mejor joven |
| Ciclista                      | Ciclista                      | Equipo                        | Tiempo                        |                               |
| ----------------------------- | ----------------------------- | ----------------------------- | ----------------------------- | ----------------------------- |
| 1.º                           | Egan Bernal                   | Team Sky                      | 17 h 09 min 08 s              |                               |
| 2.º                           | Daniel Felipe Martínez        | EF Education First-Drapac     | + 3 min 26 s                  |                               |
| 3.º                           | David Gaudu                   | Groupama-FDJ                  | + 4 min 28 s                  |                               |
| 4.º                           | Merhawi Kudus                 | Dimension Data                | + 5 min 13 s                  |                               |
| 5.º                           | Lucas Hamilton                | Mitchelton-Scott              | + 5 min 56 s                  |                               |
| 6.º                           | Robert Power                  | Mitchelton-Scott              | + 7 min 13 s                  |                               |
| 7.º                           | Amanuel Ghebreigzabhier       | Dimension Data                | + 7 min 35 s                  |                               |
| 8.º                           | Hugh Carthy                   | EF Education First-Drapac     | + 14 min 31 s                 |                               |
| 9.º                           | Matteo Fabbro                 | Katusha-Alpecin               | + 15 min 31 s                 |                               |
| 10.º                          | Pavel Sivakov                 | Team Sky                      | + 17 min 09 s                 |                               |

### Clasificación por equipos
| Clasificación por equipos | Clasificación por equipos                | Clasificación por equipos | Clasificación por equipos |
| Equipo                    | Equipo                                   | Tiempo                    |                           |
| ------------------------- | ---------------------------------------- | ------------------------- | ------------------------- |
| 1.º                       | UAE Team Emirates                        | 51 h 35 min 39 s          |                           |
| 2.º                       | Astana                                   | + 1 min 17 s              |                           |
| 3.º                       | Sky                                      | + 2 min 12 s              |                           |
| 4.º                       | Bahrain-Merida                           | + 3 min 31 s              |                           |
| 5.º                       | EF Education First-Drapac p/b Cannondale | + 6 min 17 s              |                           |
| 6.º                       | BMC Racing Team                          | + 6 min 20 s              |                           |
| 7.º                       | Mitchelton-Scott                         | + 7 min 23 s              |                           |
| 8.º                       | Movistar Team                            | + 7 min 25 s              |                           |
| 9.º                       | AG2R La Mondiale                         | + 11 min 26 s             |                           |
| 10.º                      | Groupama-FDJ                             | + 18 min 54 s             |                           |

## Evolución de las clasificaciones
| Etapa                   | Vencedor                | Clasificación general | Clasificación por puntos | Clasificación de la montaña | Clasificación de los jóvenes | Clasificación por equipos | Premio de la combatividad |
| ----------------------- | ----------------------- | --------------------- | ------------------------ | --------------------------- | ---------------------------- | ------------------------- | ------------------------- |
| Prólogo                 | Michael Matthews        | Michael Matthews      | Michael Matthews         | no entregado                | Tom Bohli                    | BMC Racing                | no entregado              |
| 1.ª                     | Omar Fraile             | Primož Roglič         | Omar Fraile              | Marco Minnaard              | Egan Bernal                  | BMC Racing                | Marco Minnaard            |
| 2.ª                     | Thomas de Gendt         | Primož Roglič         | Thomas de Gendt          | Marco Minnaard              | Egan Bernal                  | BMC Racing                | Thomas de Gendt           |
| 3.ª                     | Egan Bernal             | Primož Roglič         | Thomas de Gendt          | Marco Minnaard              | Egan Bernal                  | BMC Racing                | no entregado              |
| 4.ª                     | Jakob Fuglsang          | Primož Roglič         | Thomas de Gendt          | Thomas de Gendt             | Egan Bernal                  | UAE Emirates              | Egan Bernal               |
| 5.ª                     | Pascal Ackermann        | Primož Roglič         | Thomas de Gendt          | Thomas de Gendt             | Egan Bernal                  | UAE Emirates              | no entregado              |
| Clasificaciones finales | Clasificaciones finales | Primož Roglič         | Thomas de Gendt          | Thomas de Gendt             | Egan Bernal                  | UAE Emirates              | no entregado              |

## UCI World Ranking
El Tour de Romandía otorga puntos para el UCI WorldTour 2018 y el UCI World Ranking, este último para corredores de los equipos en las categorías UCI WorldTeam, Profesional Continental y Equipos Continentales. Las siguientes tablas muestran el baremo de puntuación y los 10 corredores que obtuvieron más puntos:
| Posición              | 1.º | 2.º | 3.º | 4.º | 5.º | 6.º | 7.º | 8.º | 9.º | 10.º | 11.º | 12.º | 13.º | 14.º | 15.º | 16.º-20.º | 21.º-30.º | 31.º-50.º | 51.º-55.º | 56.º-60.º |
| Clasificación general | 500 | 400 | 325 | 275 | 225 | 175 | 150 | 125 | 100 | 85   | 70   | 60   | 50   | 40   | 35   | 30        | 20        | 10        | 5         | 3         |
| Por etapa             | 60  | 25  | 10  |     |     |     |     |     |     |      |      |      |      |      |      |           |           |           |           |           |
| Líder                 | 10  |     |     |     |     |     |     |     |     |      |      |      |      |      |      |           |           |           |           |           |

| Clasificación |                   |                  |         |       |       |       |
| Posición      | Ciclista          | Equipo           | General | Etapa | Líder | Total |
| ------------- | ----------------- | ---------------- | ------- | ----- | ----- | ----- |
| 1.º           | Primož Roglič     | LottoNL-Jumbo    | 500     | 60    | 40    | 600   |
| 2.º           | Egan Bernal       | Sky              | 400     | 70    | -     | 470   |
| 3.º           | Richie Porte      | BMC Racing       | 325     | 10    | -     | 335   |
| 4.º           | Jakob Fuglsang    | Astana           | 275     | 60    | -     | 335   |
| 5.º           | Rui Costa         | UAE Emirates     | 225     | 10    | -     | 235   |
| 6.º           | Steven Kruijswijk | LottoNL-Jumbo    | 175     | -     | -     | 175   |
| 7.º           | Rohan Dennis      | BMC Racing       | 150     | -     | -     | 150   |
| 8.º           | Pierre Latour     | Ag2r La Mondiale | 125     | -     | -     | 125   |
| 9.º           | Emanuel Buchmann  | Bora-Hansgrohe   | 100     | -     | -     | 100   |
| 10.º          | Daniel Martin     | UAE Emirates     | 85      | -     | -     | 85    |